# Kadašman-Charbe I.
Kadašman-Charbe I. (mu Ka-da-áš-ma-an-Char-be) byl 15. nebo 16. kassitský král Babylonie (v tomto období používán název Kar-Duniaš). Jako syn předchozího krále Karaindaše I. vládl někdy kolem roku 1400 př. n. l. Jeho jméno obsahuje jméno kassitského boha Charba, který odpovídal sumersko-akkadskému Enlilovi.

## Vyhlazení Amoritů
Nejdůležitější událostí uvedenou v jeho záznamech je „vyhlazení Amurru (Amoritů) od východu (Slunce) k západu (Slunce)“. Jednalo se o Amority na území většiny Mezopotámie. V tomto období (na přelomu 15. a 14. století př. n. l.) skutečně úplně mizí některé kočovné amoritské kmeny – Jamutbala, Idamarat, Bin-Jamin a jiné.
Kadašman-Charbe také dobyl město Biruti (pravděpodobně dnešní Bejrút), když porazil „dravého Sutu“ v zemi Harhar.

## Vztahy s Egyptem
Kadašman-Charbe byl současníkem mocného egyptského faraona Amenhotepa III. Ve sbírce dopisů z El-amarna se zachovaly tři jeho dopisy egyptskému vladaři a dva dopisy od faraona. Jejich obsahem je popis plánovaných rodinných svazků, dárků apod.
Amenhotep chce do svého harému některou z babylonských princezen. Kadašman-Charbe mu odpovídá, že faraon již má v harému jeho sestru, jejíž osud je mu neznámý. Babylonští vyslanci ji „neviděli ani neslyšeli“ v ženě, která jim byla faraonem ukázána. Faraon si pak stěžuje na nespolehlivé posly, a v jednom z dopisů odmítne poslat svou sestru jako dar. Následnou Kadašmanovu stížnost si udobřuje zlatem a drahými dary.